# LOVE SO LIFE
『LOVE SO LIFE』（ラブ・ソー・ライフ、通称ラブソラ）は、こうち楓による日本の漫画。

## 概要
TVアナウンサー・松永政二のもとにベビーシッターとして通っている女子高生・中村詩春と、政二の元に預けられている兄の子の茜・葵の双子の姉弟のふれあいを中心に描いた作品。
白泉社の漫画雑誌『ザ花とゆめ』2008年（平成20年）5月増刊号・9月増刊号・2009年（平成21年）2月増刊号及び『花とゆめ』2008年24号別冊付録・2009年4 - 6号にて発表された。2009年10号から連載に移行し、2015年16号で完結した。単行本は「花とゆめCOMICS」より刊行され、全17巻。連載中、『学園ベビーシッターズ』とコラボレーション企画が行われていた。最終話から約2年後を描いた続編『LIFE SO HAPPY』を「花とゆめ」2016年9号より連載開始。第11話より「ザ花とゆめ」に移行し2021年9/1号で完結。単行本は「花とゆめCOMICS」より刊行されており、全4巻。

## 登場人物
（年齢は連載開始時点）
中村詩春（なかむら しはる）
本作の主人公。16歳。いつものように迎えに来た松永政二と一緒にそのまま帰るのを嫌がった双子に腕を掴まれ、あまりの懐きぶりに是非にとベビーシッターとして雇われた。父親は誕生前に死亡し、母親も5歳の時に死亡。身寄りも無く、家族という存在を渇望していた。児童福祉施設「ひまわりの家」で生活しており、そこに付帯する「ひまわり保育所」でアルバイトをしている。政二と双子とはそこで知り合った。生い立ちと生計のために思考することが癖になっているため、所帯じみていて欲しい物と必要な物との区別がつかない。双子には「しはるたん（詩春ちゃん）」と呼ばれていたが、双子と別れて6年近い月日が過ぎた最終クールでは「詩春ちゃん」と呼ばれるようになった。
松永家のベビーシッターとして忙しくも楽しい毎日を過ごしているが、静岡の祖父母に引き取られることになった双子と別れる未来や将来のことに不安を感じるようになる。また、政二に恋をしていることに気付くが、ベビーシッターとしての立場ゆえ、想いを打ち明けられずにいた。指輪を贈られ、彼くらいの年齢になっても希望があるなら交際して欲しいと告白された。その話を後日したところ、梨生には“何それ！その遠い話は何？今すぐ交際を始めればいーじゃん！”と凄まじい怒りと共に呆れられた。高校を卒業して幼児教育学科を経て念願の保育士になって1年が過ぎた春、花見をしようという静岡の茜からの誘いの電話を受ける。
松永政二（まつなが せいじ）
子供達の中で特に懐いている双子の保護者で、TV局に勤務する爽やか系のアナウンサー。25歳。双子に「せーたん（政ちゃん）」と呼ばれる。イメージ重視の職業に従事しているためかオンとオフの差が激しく、家の中と外でのイメージが全く違う。仕事以外での外出の際には、メガネで変装している。ちょっと低血圧で、オフで仕事を終えて帰宅するとエネルギー切れになるとハニワのようになる。
幼い頃から両親は不仲で、兄である耕一とはお互いを支えにして生きてきた。自由すぎる家族にうんざりしていたため、「ビシッとした大人になる！」とアナウンサーになる夢を抱いていた。自身が大学に合格し兄が結婚した年に両親は離婚。その後、義理の姉である美咲が交通事故で他界し、兄が失踪。双子の姉弟である茜・葵を引き取るが、慣れない育児に途方に暮れていた。更には、その後の暮らしなどもあり、詩春とはまた別の形で｢家族｣に飢えていた。茜と葵と向き合うために、アナウンサーの夢を諦めようとしたこともある。
双子が唯一懐いている詩春をベビーシッターとして雇うことが出来たため、アナウンサーとしての職務を継続している。詩春のことを信頼しベビーシッター以上の存在として意識し、彼女を「手放したくない」と思うようになる。しかし、詩春が年下で高校生であることから想いを打ち明けられないでいた。しかし、ホワイトデーに指輪を渡して、遂に彼女に告白した。ショックのあまりとはいえ子供達を放り出した兄に対して怒りを覚えており、そんな彼に父親の資格は無いから忘れた方が茜と葵のためだと思い写真をわざと見せずにいたが、義姉の父である竹川に窘められる。詩春と出会って2年後、失踪していた兄・耕一が突如帰宅し思わず暴力をふるってしまうが、茜と葵にやめてと懇願された。周囲の協力で頑張るのが理屈では正しいが、感情がついてゆかない現実が理解できなかった。
姪・甥と別れて6年目、慌ただしい生活が続いて詩春との時間があまり取れない日々が続く。紆余曲折の末に、詩春と恋仲になる。
松永茜（まつなが あかね）、松永葵（まつなが あおい）
二卵性双生児の姉弟で、茜が女の子、葵が男の子。3ヶ月前、母親が死亡したショックで父親が失踪。両親不在の状態に陥ったため、父親の実弟・松永政二の元に身を寄せている。当初、政二と詩春以外の人物には懐こうとしなかった。共に2歳。自身のやりたいことを優先して姉弟同士でも取っ組み合いの喧嘩をしていたが、徐々に相手を優先し思い遣る優しさを学んでゆく。3月に静岡の母方の祖父母の元に引き取られることになった。政二が父親の写真を見せないようにされたこともあり祖父母の家で両親の写真を見ても反応しなかったが、父親のことは当人が考えて受け入れるか否かを決めるべきと考える祖父に父親のことを教えられた。そのため、帰宅した耕一が写真の通りなのと叔父・政二によく似ていたのですぐにわかった。最初は遠くに住んでいて遊びに来たくらいにしか思わなくても叔父に殴られた父を気遣い、口の端に血が滲んだと絆創膏を貼ってあげると思い遣りある態度を示し、弟と和解した父親に馴染んでゆく。父と共に祖父母の家に引っ越す日、詩春と別れるのが嫌で駄々をこねて行かないと茜は地面に転がって泣き叫ぶが、詩春も泣いていることを気遣った葵が姉を起こし、詩春も泣いているから父親や祖父母と一緒に行こうと告げた。
- 茜：一人称は“あかね”。非常に明るい性格。食い意地が張っており、それゆえにひどい目にあうことも少なくない。特に食べるのが遅い葵のものを横取りし、それに大激怒した葵に噛み付かれている。梨生に興味の無い葵とは異なり、彼女に懐いている。2年後、父兄参観で母親が来る中で祖母が来たことをクラスメイトが誰の家族かと疑問を抱かれ、大好きなのに祖母に来ないでと言ってしまい自己嫌悪に陥るも和解した。ジャンケンで全勝し、料理クラブに入る。
- 葵：一人称は“あおくん”。おとなしく臆病な性格の甘えん坊だが、一度キレると凶暴化して頭突きや平手打ちをくらわし、だいたいが喧嘩で勝利する。次第にお互いを思いやるようになり、姉を守るようになる。詩春や肉親等の一部の人間を除いて他人には無関心であり、食べるのさえ面倒臭がる。続編『LIFE SO HAPPY』では周囲の言動に揺れ動く茜を心配する耕一に「自分で聞けば、一応父親なんだし。」と他意はないのだが、父親の心をあっさり抉った。サッカーかバスケか野球のどれかのクラブに入ろうとするが、運に見放されてジャンケンで全敗して書道クラブに決まった。

芳沢治子（よしざわ はるこ）
詩春が育った施設「ひまわりの家」の園長。松永家の事情を知っており、社会勉強も兼ねてベビーシッターを許可した。但し、夜10時を過ぎる場合は連絡するようにと条件を付けて。
吉井梨生（よしい りお）
詩春のクラスメイト。詩春の境遇を理解しており、それを侮辱する人間は許さない。ただ、その境遇ゆえに所帯じみた所がある詩春に対し、女子としての知恵や心構えを吹き込んでいる。そのため、バレンタインデーにトイレットペーパーをプレゼントしようとした詩春に怒った。家族は両親と兄。電波の届かない所に放浪する健に呆れ、合コンに行こうかと考え始める。茜に花見に誘われる。
宮川健（みやかわ たける）
政二の家の近所の住人で、政二と懇意。中学生の菜波と松永家の双子と同世代の真菜という2人の妹がいる。妹を溺愛して可愛がっているが、菜波からは疎まれ気味。梨生の彼氏。
政二の家によく遊びに行っており、詩春とも仲がいい。梨生から、詩春が政二に恋をしていることを聞かされ応援している。バックパッカーになり南米等の電波の届かない場所に行ってしまう。そのため、連絡がマトモに取れない。
嘗て、言うことを聞こうとしない双子の言動に苦闘する政二のため、彼が葵のコスモレンジャーの一員だと葵に思い込ませ、つられて茜も言うことをきかせることに成功した。
宮川恭子（みやかわ きょうこ）
健の母親。健と顔が似ている。政二が双子を引き取った際には、よく様子を見に来ていた。
早見直（はやみ なお）
詩春と同じ施設で暮らす少年。詩春と同い年。実は詩春の事が好き。そのため、詩春がベビーシッターとして通っている家の主人である政二が気に入らず、訪ねて来た彼に対して詩春がいるのに“いない”と嘘をついて追い返したり攻撃的に接した。衝動的に詩春を押し倒してしまい勢いで告白したが、ハッキリと答えなければいけないと決意した彼女に結局は振られた。
クラスメイトの森川穂乃香に想いを寄せられているが、直自身は彼女のことを疎ましく思っている。
及川忍（おいかわ しのぶ)
政二の高校時代からの友人。軽薄な性格で、しかも女癖が悪いため、政二からはやや疎まれている。下着メーカーに勤務しており、パンスト担当。詩春に問われて曰く“女性をより美しく可愛くする仕事”とのことである。
松永耕一（まつなが こういち）
茜と葵の父親で、5歳年上の政二の兄。家庭崩壊している家で兄弟で支え合って生きていたが、家庭崩壊前の様子を知っていて恋しがっていたらしい。その後結婚し、双子の姉弟、茜・葵を授かるが、交通事故で妻を亡くし、そのショックで失踪した。
コミックス第15巻に収録された第85話の冒頭、旅館で働いていて宿泊客の子供を見て我が子のことを思い浮かべていた。或る日、松永家の門前に立っていたところを詩春と我が子に遭遇し弟に殴られたりもしたが、紆余曲折の末に妻の両親の元に子供達と一緒に身を寄せることになった。我が子の元に戻るまで住み込みのバイトを転々とし帰宅当初は荷物をカプセルホテルのロッカーに置いていたが、家に持って来て親子の空白を埋める作業を始めた。元は在宅ワークのウェブデザイナーだったので本業に戻り、収入を安定させつつ舅・姑である双子の祖父母と協力して子育てを再開することになった。5年目の春の花見を前に、つい最近まで政二をコスモレンジャーの一員だと信じ込んでいた葵が真剣に詩春と結婚するつもりでいるため、弟・政二と詩春の仲を知るだけに嵐の予感に苛まれる。
松永美咲（まつなが みさき）
故人。旧姓、竹川。茜と葵の母親で、耕一の妻。政二にとっては義理の姉にあたる。昔は詩春と同じように保育士を目指していたが、「子供が卒業していく姿を見るのが辛い」という理由で結局はキッズスタジオで働いていた。耕一と結婚した後、双子の姉弟、茜・葵を授かるが、車を運転して母を駅まで送ってゆく途中、反対車線のトラックが車線を越えて突っ込んできて命を落とした。茜や葵くらいの頃、暴れてキッズチェアごと倒れて怪我したため、孫を引き取ることになった母親を不安にさせている原因に。
松永理沙（まつなが りさ）
耕一と政二の母親。49歳。耕一の結婚と政二のK大合格を機に2人の父親である夫とは離婚して息子達に呆れられた。茜と葵の祖母にあたるが、耕一が失踪した際には仕事で多忙なことを理由に茜と葵のことを気に掛けようとしなかった。
その後は仕事で海外に行っており、双子の養育費の援助はしているらしい。
藤田歩実（ふじた あゆみ）
政二の元カノ。政二とは大学の同窓会で出会い付き合うようになったが、政二が茜と葵を引き取ってからは疎遠となってしまった。他に好きな人ができたことを理由に、後ろ髪をひかれつつも政二と別れた。
未練を断ち切って恋人との未来を生きようと決意して政二に振られるために、政二に復縁を求め正式に政二と別れた。
竹川希美子（たけがわ きみこ）
美咲の母親であり、茜と葵の母方の祖母。茜と葵を引き取ることを決めつつも詩春の気持ちを理解し優しく接し、耕一と話し合って彼を含めて孫達と暮らすことになった。
竹川優作（たけがわ ゆうさく）
希美子の夫にして美咲の父親であり、茜と葵の祖父。政二と詩春に会うたびに、2人の仲をからかっている。陸の茜に対するイジメは好きな子に嫌がらせをしてしまう男児特有のモノだと看破した。政二が双子に父親のことを忘れさせようとしていることを知り、資格の有無は当人達が決めることだと諭した。
小野寺沙織（おのでら　さおり）
美咲の従姉妹。政二を見て爽やか系の美形であるため、身だしなみを整えるのだったと興奮していた。美咲らが交通事故にあった時、茜と葵を見ていられなかったことを後悔し叔母である希美子に謝った。
小野寺陸（おのでら りく）
沙織の息子で茜と葵の又従兄。もうすぐ6歳。妹・実捺が生まれてから父親の溺愛っぷりが凄くなったため、幼児返りしている。加えて茜のことが気になり暴言を吐いたが、葵に怒られて謝った。その後、茜と葵と仲良くなった。
小野寺実捺（おのでら みお）
沙織の娘で陸の妹。茜と葵の又従妹。もうすぐ11ヶ月。まだ歩けない。

## ドラマCD
『HCD LOVE SO LIFE』
マリン・エンタテインメントより2010年3月25日発売。
配役
中村詩春 - 能登麻美子
松永政二 - 小野大輔
松永茜・葵 - 沢城みゆき
宮川健 - 柿原徹也
早見直 - 下野紘
女の子 - 廣田詩夢
女性アナウンサー - 小橋知子
『ときめき☆きらめき文化祭』
花とゆめ2013年21号付録CD
追加配役
吉井梨生 - 高垣彩陽
及川忍 - 岸尾だいすけ

## ノベライズ
『LOVE SO LIFE 桜の花の咲く頃に』
望月柚枝著
花とゆめCOMICSスペシャル花とゆめノベルズより2015年5月20日発売。小説オリジナルのストーリー。

## 書籍情報
- こうち楓 『LOVE SO LIFE』 白泉社〈花とゆめコミックス〉 全17巻
  1. 2009年5月19日発売 ISBN 978-4-592-18734-9
  2. 2009年9月18日発売 ISBN 978-4-592-18735-6
  3. 2010年1月19日発売 ISBN 978-4-592-18736-3
  4. 2010年5月19日発売 ISBN 978-4-592-19234-3
  5. 2010年10月19日発売 ISBN 978-4-592-19235-0
  6. 2011年1月19日発売 ISBN 978-4-592-19236-7
  7. 2011年5月19日発売 ISBN 978-4-592-19237-4
  8. 2011年9月20日発売 ISBN 978-4-592-19238-1
  9. 2012年1月20日発売 ISBN 978-4-592-19239-8
  10. 2012年7月20日発売 ISBN 978-4-592-19240-4
  11. 2012年11月20日発売 ISBN 978-4-592-19241-1
  12. 2013年4月19日発売 ISBN 978-4-592-19242-8
  13. 2013年10月18日発売 ISBN 978-4-592-19243-5
  14. 2014年4月18日発売 ISBN 978-4-592-21394-9
  15. 2014年11月20日発売 ISBN 978-4-592-21395-6
  16. 2015年5月20日発売 ISBN 978-4-592-21396-3
  17. 2015年9月18日発売 ISBN 978-4-592-21397-0
- こうち楓 『LIFE SO HAPPY』 白泉社 〈花とゆめコミックス〉 全4巻
  1. 2016年12月20日発売 ISBN 978-4-592-21398-7
  2. 2017年10月20日発売 ISBN 978-4-592-21399-4
  3. 2019年4月19日発売 ISBN 978-4-592-19079-0
  4. 2023年6月20日発売 ISBN 978-4-592-21524-0